# بواشکی
بواشکی (به لاتین: Błaszki، تلفظ: [ˈbwaʂkʲi]) یک شهرک در لهستان است که در شهرستان شراتس واقع شده‌است.

## خصوصیات
بواشکی ۱٫۶۲ کیلومترمربع مساحت و ۲٬۱۷۹ نفر جمعیت دارد.